# محمد بن أحمد بن مطرف الكناني
محمد بن أحمد الكناني، .هو أبو عبد الله محمد بن أحمد بن مطرف الكناني المقرئ، ولد سنة 387هـ، وتوفي سنة 454هـ.ولد ونشأ محمد بن أحمد ابن مطرف في الأندلس، وكان إماماً لمسجد طرفة بقرطبة، كما قرأ وتتلمذ على يد عدد من العلماء منهم: يونس بن عبد الله، وأبو محمد بن الشقاق الفقيه، وأبو محمد مكي بن أبي طالب.

## سيرته
أبو عبد الله محمد بن أحمد بن مطرف البكري، ولد سنة 387ه، وتوفي سنة 454هـ. ولد ونشأ محمد بن أحمد ابن مطرف في الأندلس سنة 387هـ، وكان إماماً لمسجد طرفة بقرطبة.
كما قرأ وتتلمذ على يد عدد من العلماء منهم: يونس بن عبد الله، وأبو محمد بن الشقاق الفقيه، وأبو محمد مكي بن أبي طالب.
أثنى عليه عدد من العلماء فقال أبو الوليد يوسف الأندي: «يعرف بالطرفي لأنه كان يلتزم الإمامة بمسجد طرفة بمدينة قرطبة».
وقال ابن بشكوال: «وكان من أهل المعرفة بالقراءات، حسن الضبط لها، عالما بوجوهها وطرقها. أخذ الناس عنه كثيرا. وكان دينا فاضلا صاحب ليل وعبادة، ثقة فيما رواه».
ونقل ابن بشكوال عن أبي القاسم بن ابن صواب وغيره ووصفهم ابن المطرف فقال: «ووصفوه بالمعرفة والجلالة، وكثرة الدعابة والمزاح. وحسن الباطن».
وقال خير الدين الزركلي: «محمد بن أحمد بن مطرف الكناني، أبو عبد الله: عالم بالقراءات».
وقال ابن حيان: محمد بن أحمد بن مطرف الكناني المقرئ، يعرف: بالطرفي: من أهل قرطبة؛ يكنى: أبا عبد الله. روى عن القاضي يونس بن عبد الله، وأبي محمد بن الشقاق الفقيه، وتلى القرآن بالروايات على أبي محمد مكي بن أبي طالب واختص به وأخذ عنه معظم ما عنده. وكان من أهل المعرفة بالقراءات، حسن الضبط لها، عالما بوجوهها وطرقها. أخذ الناس عنه كثيرا. وكان دينا فاضلا صاحب ليل وعبادة، ثقة فيما رواه، أنا عنه أبو القاسم بن ابن صواب بجميع ما رواه وغيره من شيوخنا ووصفوه بالمعرفة والجلالة، وكثرة الدعابة والمزاح. وحسن الباطن.

## مؤلفاته
- القرطين، جمع محمد بن أحمد الكناني في كتابه بين كتابين مهمين هما: مشكل القرآن وغريب القرآن وكلاهما لابن قتيبة، كما أشار ابن مطرف في مقدمة كتابه بقوله: «فإني لم أزل أسمع أسانيد العلماء، وأكابر الفضلاء والنبلاء يفضلون كتابي أبي محمد عبد الله بن مسلم بن قتيبة رحمه الله في المشكل والغريب، ويفردونهما بالحسن والتهذيب لاسيما كتاب المشكل الذي أعجز الكتب تأليفاً وأحسنها تصنيفاً مع صغر جرمه ولطافة جسمه واستغراقه لسانه وفنون الأدب، فلما أمعنت فيه النظر صدق الخبر الخبر وعلمت أن القتبي مؤيد فيه... ليكون الكتابات مخلصين وفائدتاهما مجموعتين فلما يسر الله الجمع بين التأليفين، سميت المجموع بكتاب القرطين».[8]
- اختصار تفسير الطبري.[6]

## وفاته
قال ابن حيان: «توفي ودفن لأربع عشرة ليلة بقيت من صفر يوم الأربعاء من سنة أربع وخمسين وأربع مائة، ودفن عند باب عامر في صحن مسجد خرب بها».